# Hartsville (Tennessee)
Hartsville es un pueblo ubicado en el condado de Trousdale en el estado estadounidense de Tennessee. En el Censo de 2010 tenía una población de 7.870 habitantes y una densidad poblacional de 26,05 personas por km².

## Geografía
Hartsville se encuentra ubicado en las coordenadas 36°23′35″N 86°9′24″O / 36.39306, -86.15667. Según la Oficina del Censo de los Estados Unidos, Hartsville tiene una superficie total de 302.1 km², de la cual 295.76 km² corresponden a tierra firme y (2.1%) 6.35 km² es agua.

## Demografía
Según el censo de 2010, había 7.870 personas residiendo en Hartsville. La densidad de población era de 26,05 hab./km². De los 7.870 habitantes, Hartsville estaba compuesto por el 87.06% blancos, el 9.58% eran afroamericanos, el 0.42% eran amerindios, el 0.23% eran asiáticos, el 0.01% eran isleños del Pacífico, el 0.93% eran de otras razas y el 1.77% pertenecían a dos o más razas. Del total de la población el 2.52% eran hispanos o latinos de cualquier raza.